# Нью-Гемпшир (Огайо)
Нью-Гемпшир (англ. New Hampshire) — переписна місцевість (CDP) в США, в окрузі Оґлез штату Огайо. Населення — 150 осіб (2020).

## Географія
Нью-Гемпшир розташований за координатами 40°33′14″ пн. ш. 83°57′11″ зх. д. / 40.55389° пн. ш. 83.95306° зх. д. (40.553968, -83.953185).  За даними Бюро перепису населення США в 2010 році переписна місцевість мала площу 1,58 км², уся площа — суходіл.

## Демографія
Згідно з переписом 2010 року, у переписній місцевості мешкали 174 особи в 58 домогосподарствах у складі 47 родин. Густота населення становила 110 осіб/км².  Було 64 помешкання (40/км²).
Расовий склад населення:
| - 100,0 % — білих |

До двох чи більше рас належало 0,0 %. Частка іспаномовних становила 0,0 % від усіх жителів.
За віковим діапазоном населення розподілялося таким чином: 28,7 % — особи молодші 18 років, 56,9 % — особи у віці 18—64 років, 14,4 % — особи у віці 65 років та старші. Медіана віку мешканця становила 38,0 року. На 100 осіб жіночої статі у переписній місцевості припадало 95,5 чоловіків;  на 100 жінок у віці від 18 років та старших — 110,2 чоловіків також старших 18 років.
Середній дохід на одне домашнє господарство  становив 52 097 доларів США (медіана — 36 736), а середній дохід на одну сім'ю — 54 702 долари (медіана — 37 014). За межею бідності перебувало 2,0 % осіб, у тому числі 0,0 % дітей у віці до 18 років та 7,3 % осіб у віці 65 років та старших.
Цивільне працевлаштоване населення становило 37 осіб. Основні галузі зайнятості: транспорт — 40,5 %, освіта, охорона здоров'я та соціальна допомога — 10,8 %.